# Lissodendoryx catenata
Lissodendoryx catenata är en svampdjursart som beskrevs av Claude Lévi 1993. Lissodendoryx catenata ingår i släktet Lissodendoryx och familjen Coelosphaeridae.
Artens utbredningsområde är havet kring Nya Kaledonien. Inga underarter finns listade i Catalogue of Life.